# Adnan Mohammad
Adnan Mohammad Yaqoob (ur. 2 lipca 1996 w Kopenhadze) – pakistański piłkarz występujący na pozycji skrzydłowego w duńskim klubie KFUM Roskilde oraz w reprezentacji Pakistanu.

## Kariera klubowa

### FC Nordsjælland
Mohammad został przeniesiony do pierwszego składu latem 2015 roku, a w wieku 18 lat przedłużył swój kontrakt.
27 września 2015 zadebiutował w Superligaen w meczu przeciwko Aarhus GF (2:0), gdzie pojawił się na boisku w 85 minucie, zastępując Marcusa Ingvartsena. Pierwszą bramkę zdobył 30 sierpnia 2016 w meczu 2. rundy Pucharu Danii przeciwko AB Tårnby (1:4).

### Arendal Fotball
30 marca 2017 podpisał kontrakt z norweskim klubem Arendal Fotball.
9 kwietnia 2017 rozegrał swój pierwszy mecz w barwach nowego klubu przeciwko Ull/Kisa (1:2). Pierwszą bramkę zdobył 16 maja 2017 w meczu OBOS-ligaen przeciwko Kongsvinger IL (2:3). Po zaledwie 3 miesiącach jego umowa została rozwiązana i Mohammad ujawnił, że trudno mu było osiedlić się w nowym kraju i chciał wrócić do Danii.

### FC Helsingør
13 lipca 2017 przeszedł do beniaminka Superligaen FC Helsingør. Zadebiutował 11 sierpnia 2017 w meczu ligowym przeciwko Silkeborg IF (4:1). Pierwszą bramkę zdobył 28 października 2017 w meczu Superligaen przeciwko Silkeborg IF (2:0).

### Lyngby BK
1 września 2018 podpisał czteroletni kontrakt z Lyngby BK. Zadebiutował 9 września 2018 w meczu 1. division przeciwko FC Roskilde (1:4). Pierwszą bramkę zdobył 11 listopada 2018 w meczu ligowym przeciwko FC Fredericia (1:3). W sezonie 2018/19 jego zespół awansował do Superligaen.

#### Uzależnienie od hazardu i rozwiązanie umowy
19 listopada 2019 Mohammad ogłosił, że opuści klub pod koniec roku za obopólną zgodą z przyczyn osobistych. W styczniu 2020 roku ujawniono, że powodem zwolnienia piłkarza było, obrócenie się drużyny przeciwko niemu. Spowodowane to było brakiem zwrotu pieniędzy pożyczonych od kolegów z zespołu, na spłatę długów, w które wpadł przez hazard. Pożyczkę zaciągnął nawet u trenera zespołu Lyngby BK, Christiana Nielsena, który pożyczył mu 5500 DKK. Mohammad kontaktował się również z młodszymi zawodnikami w klubie za pośrednictwem mediów społecznościowych, prosząc ich o pieniądze. Jeden z juniorów rzekomo pożyczył mu około 50 000 DKK po tym, jak Mohammad twierdził, że zamierza wykorzystać te pieniądze na opłacenie ślubu.
W lutym 2020 roku Mohammad wziął udział w mini-serialu dokumentalnym o sobie i swoim uzależnieniu od hazardu. 
Mohammad powiedział również, że w tamtej chwili nie było nim zainteresowania ze strony innych klubów i zgodził się rozstać z Lyngby, mimo kontraktu obowiązującego jeszcze przez trzy lata.

### Dalsza kariera
3 marca 2020 podpisał kontrakt z klubem Ishøj IF, grającym na piątym poziomie rozgrywkowym. Mohammad trenował z drużyną od czasu odejścia z Lyngby BK.
Latem 2021 roku przeszedł do zespołu GVI, jednak już 3 miesiące później – 1 września 2021 – Mohammad dołączył do klubu KFUM Roskilde.

## Kariera reprezentacyjna
Adnan Mohammad otrzymał powołanie do reprezentacji Pakistanu na Mistrzostwa SAFF 2018, ale nie mógł zagrać, ponieważ władze Bangladeszu nie wydały mu wizy. Ostatecznie zadebiutował w drużynie narodowej 16 listopada 2018 roku w meczu towarzyskim z Palestyną (2:1), w której asystował przy golu zdobytym przez Hassana Bashira.

## Statystyki

### Klubowe
(aktualne na dzień 14 lutego 2022)
| Klub               | Sezon              | Liga               | Liga  | Liga   | Puchar kraju | Puchar kraju | Suma  | Suma   |
| Klub               | Sezon              | Liga               | Mecze | Bramki | Mecze        | Bramki       | Mecze | Bramki |
| ------------------ | ------------------ | ------------------ | ----- | ------ | ------------ | ------------ | ----- | ------ |
| FC Nordsjælland    | 2015/16            | Superligaen        | 1     | 0      | 0            | 0            | 1     | 0      |
| FC Nordsjælland    | 2016/17            | Superligaen        | 10    | 0      | 2            | 2            | 12    | 2      |
| FC Nordsjælland    | Ogólnie            | Ogólnie            | 11    | 0      | 2            | 2            | 13    | 2      |
| Arendal Fotball    | 2017               | OBOS-ligaen        | 12    | 1      | 2            | 0            | 14    | 1      |
| Arendal Fotball    | Ogólnie            | Ogólnie            | 12    | 1      | 2            | 0            | 14    | 1      |
| FC Helsingør       | 2017/18            | Superligaen        | 31    | 3      | 2            | 0            | 33    | 3      |
| FC Helsingør       | 2018/19            | 1. division        | 5     | 0      | 1            | 0            | 6     | 0      |
| FC Helsingør       | Ogólnie            | Ogólnie            | 36    | 3      | 3            | 0            | 39    | 3      |
| Lyngby BK          | 2018/19            | 1. division        | 20    | 4      | 0            | 0            | 20    | 4      |
| Lyngby BK          | 2019/20            | Superligaen        | 6     | 0      | 1            | 0            | 7     | 0      |
| Lyngby BK          | Ogólnie            | Ogólnie            | 26    | 4      | 1            | 0            | 27    | 4      |
| Ogólnie w karierze | Ogólnie w karierze | Ogólnie w karierze | 85    | 8      | 8            | 2            | 93    | 10     |

### Reprezentacyjne
(aktualne na dzień 14 lutego 2022)
| Reprezentacja | Rok     | Mecze | Bramki |
| ------------- | ------- | ----- | ------ |
| Pakistan      | 2018    | 1     | 0      |
| Pakistan      | 2019    | 2     | 0      |
| Pakistan      | Ogólnie | 3     | 0      |

| Mecze i gole w reprezentacji | Mecze i gole w reprezentacji | Mecze i gole w reprezentacji | Mecze i gole w reprezentacji | Mecze i gole w reprezentacji | Mecze i gole w reprezentacji | Mecze i gole w reprezentacji | Mecze i gole w reprezentacji |
| Lp.                          | Data                         | Miejsce                      | Gospodarz                    | Gość                         | Wynik                        | Gol                          | Rozgrywki                    |
| ---------------------------- | ---------------------------- | ---------------------------- | ---------------------------- | ---------------------------- | ---------------------------- | ---------------------------- | ---------------------------- |
| 1.                           | 16.11.2018                   | Ar-Ram                       | Palestyna                    | Pakistan                     | 2:1                          |                              | Mecz towarzyski              |
| 2.                           | 06.06.2019                   | Phnom Penh                   | Kambodża                     | Pakistan                     | 2:0                          |                              | el. MŚ 2022                  |
| 3.                           | 11.06.2019                   | Doha                         | Pakistan                     | Kambodża                     | 1:2                          |                              | el. MŚ 2022                  |